# Санкт-Петербургский буддийский храм
Санкт-Петербу́ргский будди́йский храм «Даца́н Гунзэчойнэ́й» (тиб. ཀུན་བརྩེ་ཆོས་གནས་གྲྭ་ཚང, Вайли kun brtse chos gnas grwa tshang; Гунзэчойнэй в переводе с тибетского — источник святого учения Всесострадающего [Владыки-отшельника], дацан — в бурятском буддизме означает монастырь) — культовое сооружение в Санкт-Петербурге. Относится к Буддийской традиционной сангхе России, школа гелугпа.
Находится по адресу: Санкт-Петербург, Приморский проспект, 91 (станция метро «Старая Деревня»).

## Предыстория
По свидетельству летописцев Санкт-Петербурга, первые буддисты на берегах Невы появились во времена строительства Петропавловской крепости, с которой начиналась новая столица России. Это были волжские калмыки (подданные Калмыцкого ханства, вошедшего в состав России в 1609 году), трудившиеся вместе с другими работными людьми над возведением каменных валов крепости после 1706 года. Жили они неподалёку, в Татарской слободе, расположенной за кронверком (в районе Большой Спасской улицы). О том, сколько их было и как долго они пробыли в Петербурге, сведений не сохранилось. В более поздних источниках XVIII — середины XIX веков, однако, нет упоминаний ни о калмыках, ни о каких-либо других представителях буддийской конфессии среди жителей российской столицы.
Буддийская община в Санкт-Петербурге стала складываться лишь в самом конце XIX столетия. Согласно переписи населения 1869 года, в городе проживал лишь один буддист, записавшийся разночинцем. В 1897 году насчитывалось уже 75 буддистов, а в 1910 году — 184 (163 мужчины и 21 женщина). В этническом отношении это были в основном забайкальские буряты и волжско-донские калмыки. Селились они, как правило, на Петербургской стороне (буряты) и в Литейных частях (калмыки).

## Строительство

Памятная доска об освящении дацана 21 февраля 1913 года

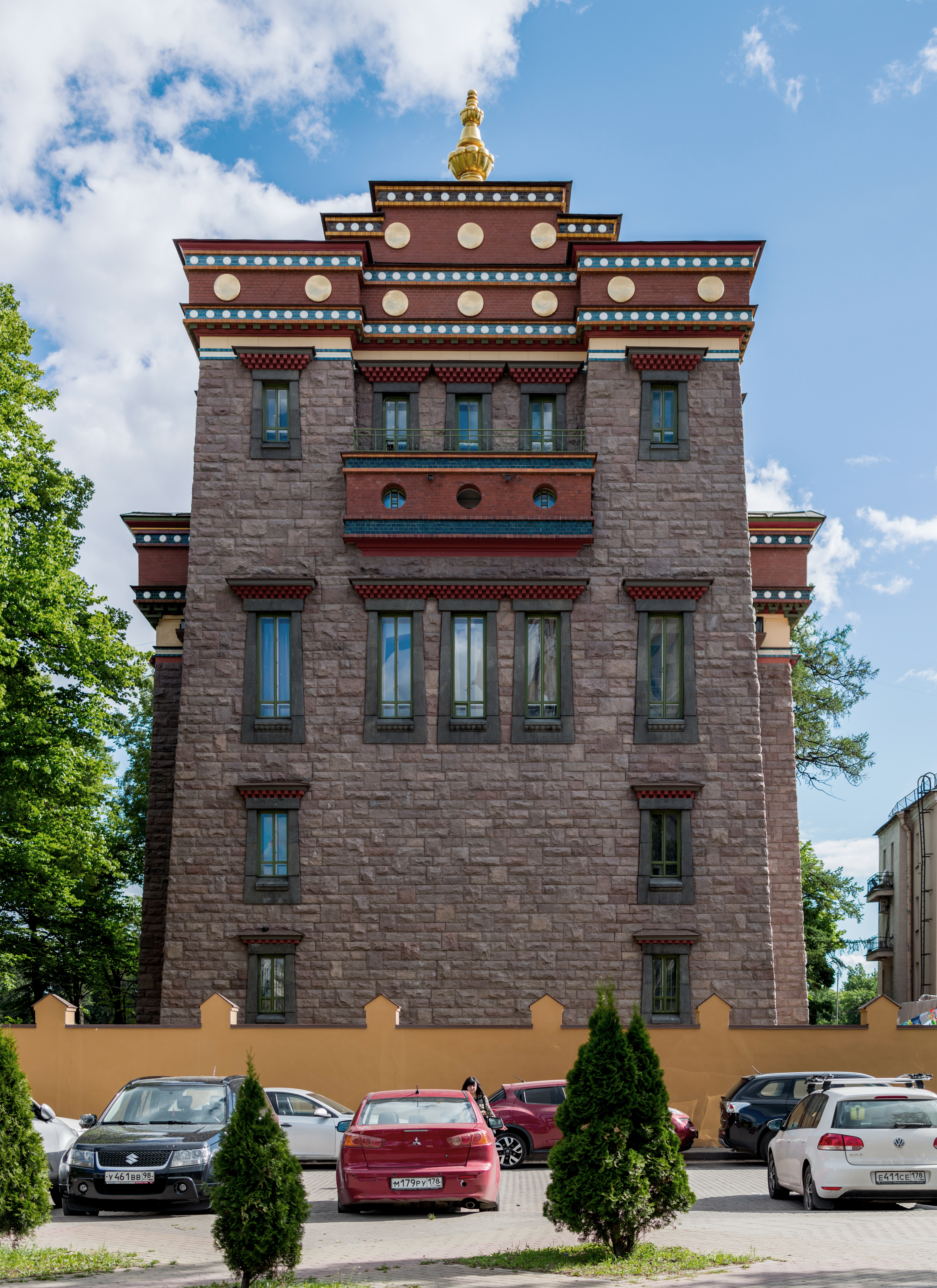
Северный фасад

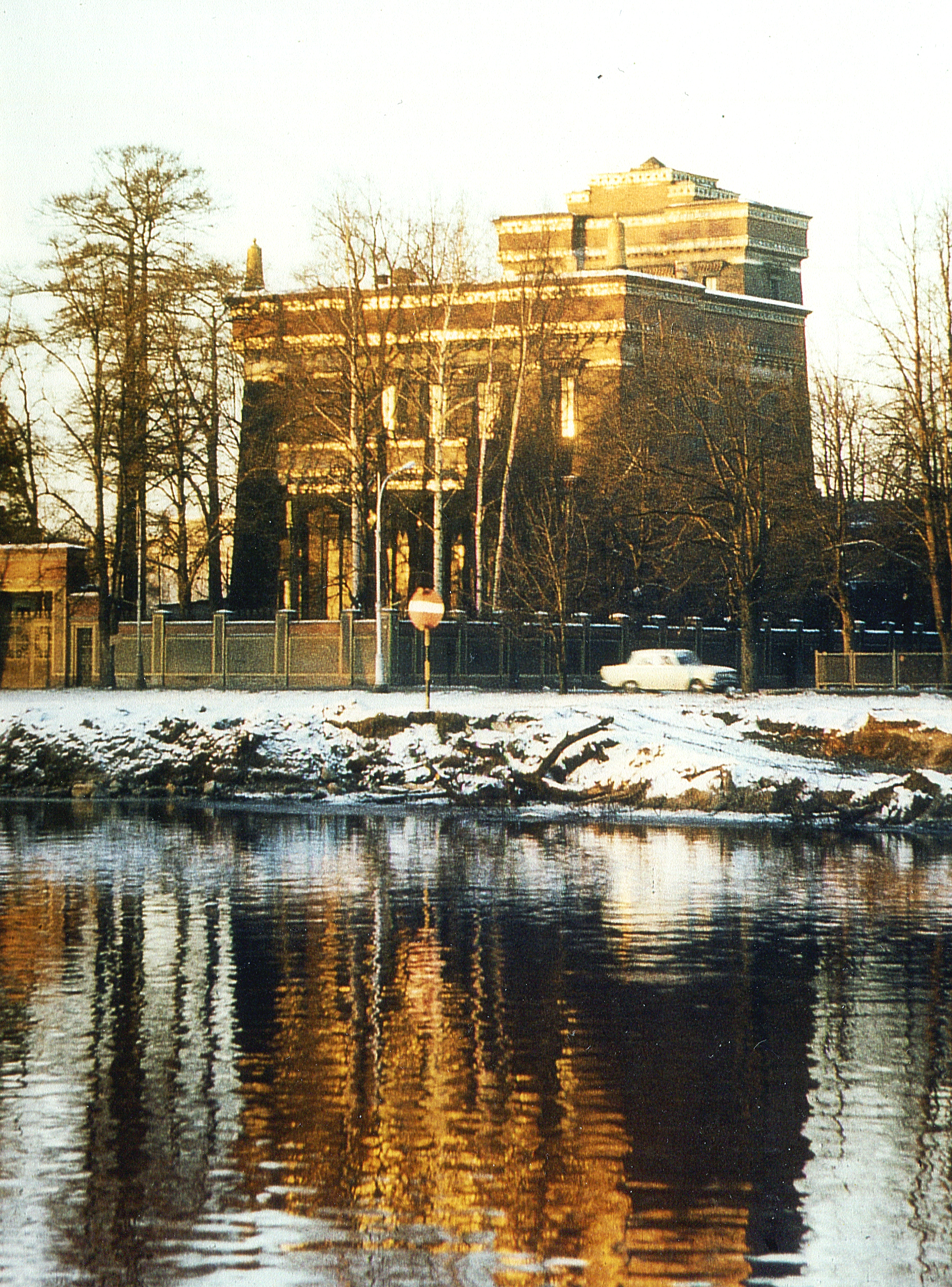
Вид с Елагина острова

В 1900 году представитель Далай-ламы XIII в России Агван Доржиев получил разрешение на строительство храма в Петербурге. Строительство храма началось после слов императора: «Буддисты России находятся под защитой двуглавого орла». 16 марта 1909 года Доржиев приобрёл на северной окраине города, в Старой Деревне, участок земли площадью 648,51 кв. саженей (2940 м²), уплатив за него 18 тысяч рублей, а также закупил часть необходимых строительных материалов.
Для научного руководства строительством был создан комитет учёных-востоковедов, куда вошли Б. Я. Владимирцов, В. В. Радлов, С. Ф. Ольденбург, Э. Э. Ухтомский, В. Л. Котвич, А. Д. Руднев, Ф. И. Щербатской, Н. К. Рерих, В. П. Шнейдер и др.
Архитектурный проект храма в соответствии с канонами тибетской архитектуры был разработан в 1909 году студентом Института гражданских инженеров Н. М. Березовским и архитектором Г. В. Барановским — автором проекта Елисеевского гастронома на Невском. Строительством руководили Г. В. Барановский и Р. А. Берзен (на заключительном этапе). Средства, необходимые на постройку, были пожертвованы самим Доржиевым (30 тыс. руб), Далай-ламой XIII (50 тыс. руб), ургинским Богдо-гэгэном VIII и собраны среди верующих в Бурятии и Калмыкии. Однако действительные расходы намного превысили указанную в смете сумму на 151 694 рубля.
Строительство продолжалось с 1909 по 1915 год. Первое буддистское служение состоялось 21 февраля 1913 года в честь 300-летия династии Романовых. Статуя Будды для вновь открытого храма была подарена королём Сиама Рамой VI. Освящение храма состоялось 10 августа 1915 года. Первым настоятелем (ширээтэ) стал сам лама Агван Лобсан Доржиев.
В архитектурном плане это один из самых дорогих буддийских храмов, построенных в Европе. В то время как в Бурятии возводились деревянные и кирпичные храмы, дацан в Петербурге построен из колотого гранита.
Позолота, сочетание ярких красок, облицовка и сам архитектурный проект в целом потребовали значительных материальных вложений. Это монументальное произведение искусства знаменито также витражами, изготовленными известным художником Николаем Рерихом, изобразившим на них восемь благих буддийских символов.

## Дацан в XX веке

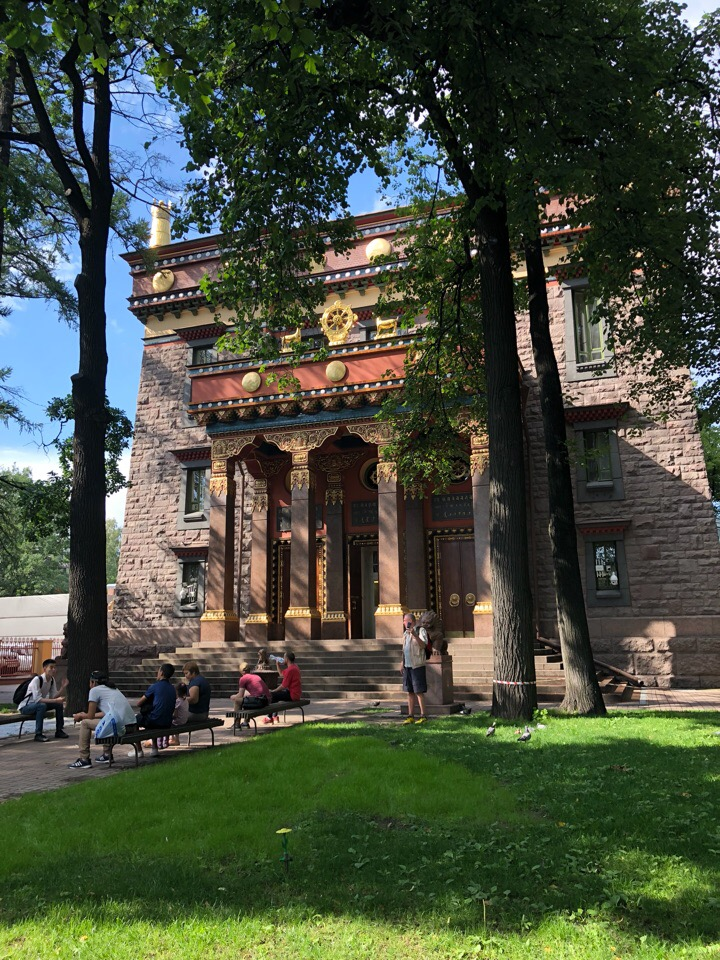
Фасад дацана в летнее время

Регулярные богослужения в дацане прекратились в конце 1916 года, а все монахи, служившие в нём, покинули Петроград, так как у дацана не было средств к существованию. После революции, в 1919 году, храм подвергся разграблению, была уничтожена библиотека, бесследно исчезли собранные Доржиевым архивные документы, освещавшие взаимоотношения России, Англии, Тибета и Китая за последние 30 лет.
В 1921 году Доржиев смог добиться возвращения буддийской общине храма. Религиозная политика советской власти в те годы предполагала поддержку религиозных организаций угнетенных восточных народов (мусульманских, буддистских и иных). В частности, именно при советской власти в 1920 году была достроена соборная мечеть в Петрограде (в конце 30-х закрыта, духовенство и застройщики репрессированы).
В 20-е годы в Дацане некоторое время проживал известный эстонский буддийский проповедник Карл (Вахиндра) Тыниссон (1873—1962).
В 1937 году НКВД арестовал немногочисленных монахов и лиц, живших при храме (среди них — бурятские религиозные просветители и русские ученые-востоковеды). Поводом для ареста послужила борьба с японской разведывательной и диверсионной сетью, активно действовавшей в России еще со времён Русско-японской войны 1904—1905 годов и японской военной интервенции в советскую Россию 1918—1922 годов. Милитаристическая Япония (проводившая в то время агрессивную экспансионисткую политику «Великой восточноазиатской сферы сопроцветания») теперь развернула на территории СССР шпионскую сеть с целью подготовки к последующей оккупации советского Дальнего Востока и Сибири. Большую агентурную работу японцы вели среди своих единоверцев — буддистских народов СССР, японская агентура существовала также среди буддистского духовенства. В газете «Правда» писалось, что «…японская разведка выступает иногда в костюме религиозных проповедников, буддийских и иных священников. Японские агенты, основывая храмы и монастыри, создают хорошо замаскированные опорные пункты для организации шпионажа и диверсий»[4]. Япония позиционировала себя как покровителя буддийских народов и, чтобы привлечь на свою сторону советских буддистов, особенно монголов и бурят, якобы предлагала образовать панмонгольское буддистское государство на территориях бывшего СССР и передать в нём власть Джебдзун-дамбе — традиционному светскому и духовному главе монголов. Желая привлечь буддистские народы на свою сторону, японцы объявили Японию Шамбалой. Отсюда следовало, что буддистские монахи, недовольные советской властью, участвовали в распространении японской пропаганды и сотрудничали с японской разведкой и армией. По решению тройки НКВД арестованных в ленинградском дацане расстреливали как «участников контрреволюционной шпионской организации», проводящей «активную шпионско-повстанческую работу». Среди расстрелянных был и известный монголист Базар Барадийн, впоследствии оправданный Решением Верховного суда СССР. 13 ноября в Бурятии арестовали 85-летнего Агвана Доржиева, а 29 января 1938 года основатель дацана Гунзэчойнэй после единственного допроса умер в тюремной больнице Улан-Удэ.
Впоследствии имена репрессированных в этот период лам и востоковедов из числа проживавших или гостивших в Дацане (более трех десятков) были выбиты на двух памятных досках на стене здания.
После закрытия дацана и находившейся в нём Монголо-тибетской миссии, здание передаётся во владение физкультурников. В 1939 году о нём упоминает Даниил Хармс в своей повести «Старуха» — персонаж произведения едет в пригородном поезде с Финляндского вокзала на станцию Лисий Нос и делится наблюдениями из окна: «Мы проезжаем Ланскую и Новую Деревню. Вон мелькает золотая верхушка Буддийской пагоды, а вон показалось море».
Во время Великой Отечественной войны в здании была установлена мощная военная радиостанция, причём её антенна располагалась на тросе аэростата заграждения, поднимавшим её высоко в воздух, и тем самым увеличивая дальность действия радиостанции. Она оставалась в здании до 1960-х годов и использовалась в качестве «глушилки». 9 июня 1960 года по ходатайству Ю. Н. Рериха и ряда других востоковедов здание было передано Академии Наук на правах долгосрочной аренды. Впоследствии в здании бывшего дацана находились лаборатории Зоологического института АН СССР.
25 ноября 1968 года здание храма было объявлено памятником архитектуры местного значения.
В 1989 году, инициированные группой «подпольных буддистов» Ленинграда,  (к процессу регистрации были подключены проживающие в Ленинграде буряты, их имена в знак уважения были проставлены первыми), при поддержке общественности и прессы (цикл телепередач 5 канала «Пятое колесо»), а также известных востоковедов (А. Терентьев, А. Парибок и др.) начались активные действия по регистрации в городе буддийской общины с последующей передачей ей Храма (Альманах «Гаруда» № 1, 1991 г.) для возрождения монашеской общины в его стенах, а также проведения учебных программ с участием опытных буддийских лам из зарубежья.
В 1990 году первую проповедь в Храме провел Кушок Бакула Ринпоче. На встрече присутствовало около 200 человек.
9 июля 1990 года решением исполкома Ленгорсовета храм был передан Центральному духовному управлению буддистов СССР.

## Настоящее время

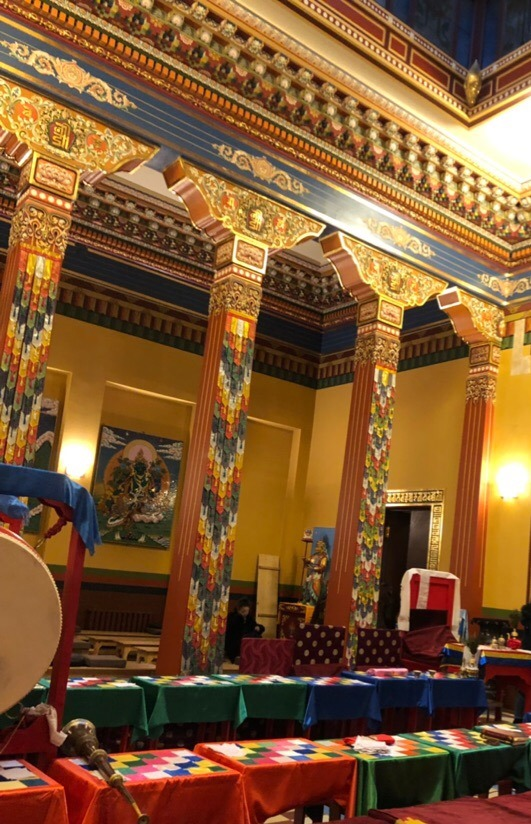
Внутри Санкт-Петербургского буддийского храма

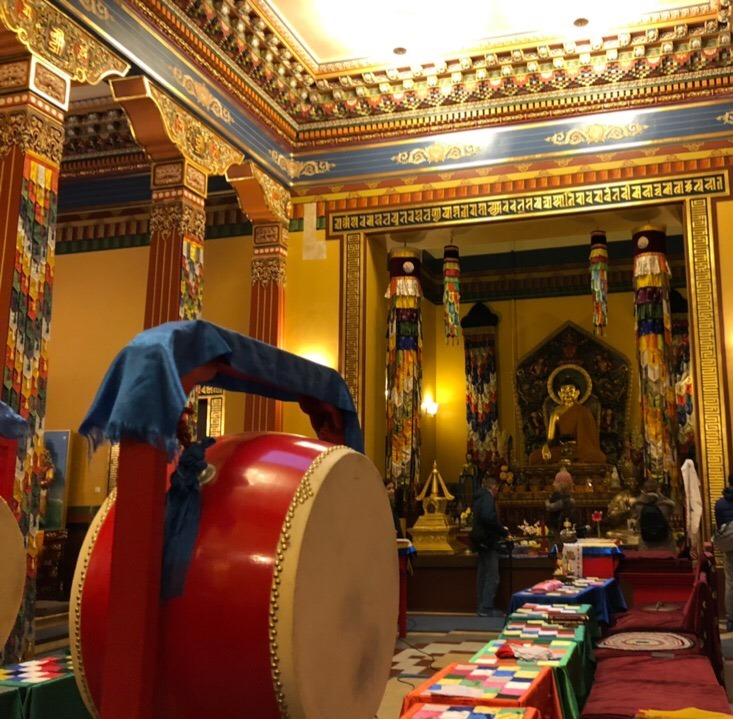

В 1991 году храм получил своё нынешнее название — Дацан Гунзэчойнэй, что является его тибетским именем, данным ему при освящении. Новым настоятелем (ширээтэ) был назначен лама-гелонг Данзан-Хайбзун Самаев. Три года спустя в главном алтаре храма был установлен новый бурхан Большого Будды Шакьямуни, изготовленный монгольскими мастерами в традиционном монгольском стиле — из папье-маше, с последующим покрытием фигуры сусальным золотом. Высокую нефритовую спинку трона Будды (мандорла) украшают изображения различных мифологических существ, образующие яркую цветовую гамму. Высота туловища Будды составляет два с половиной метра, а вместе с троном — около пяти.

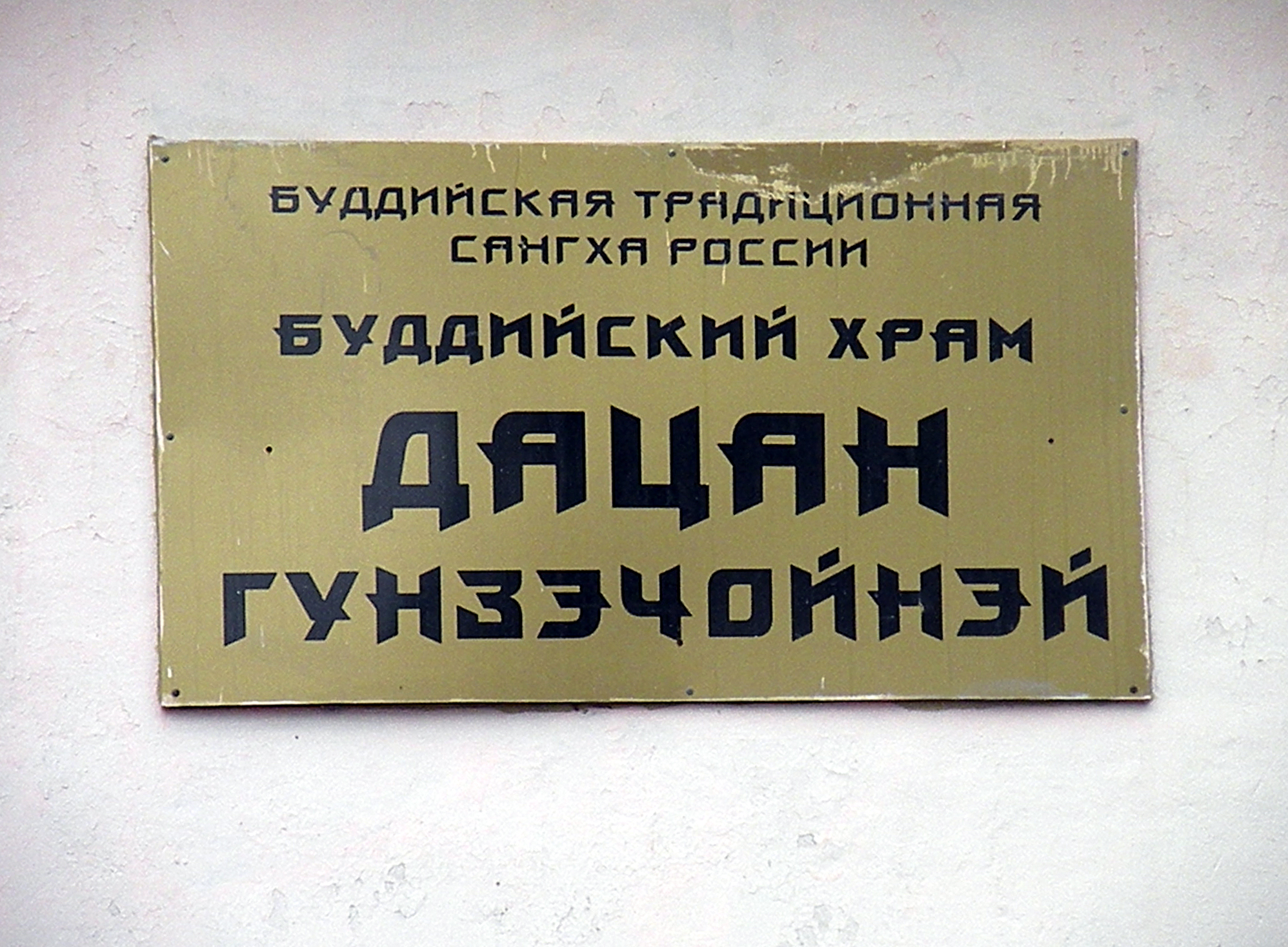
Табличка на стене храма

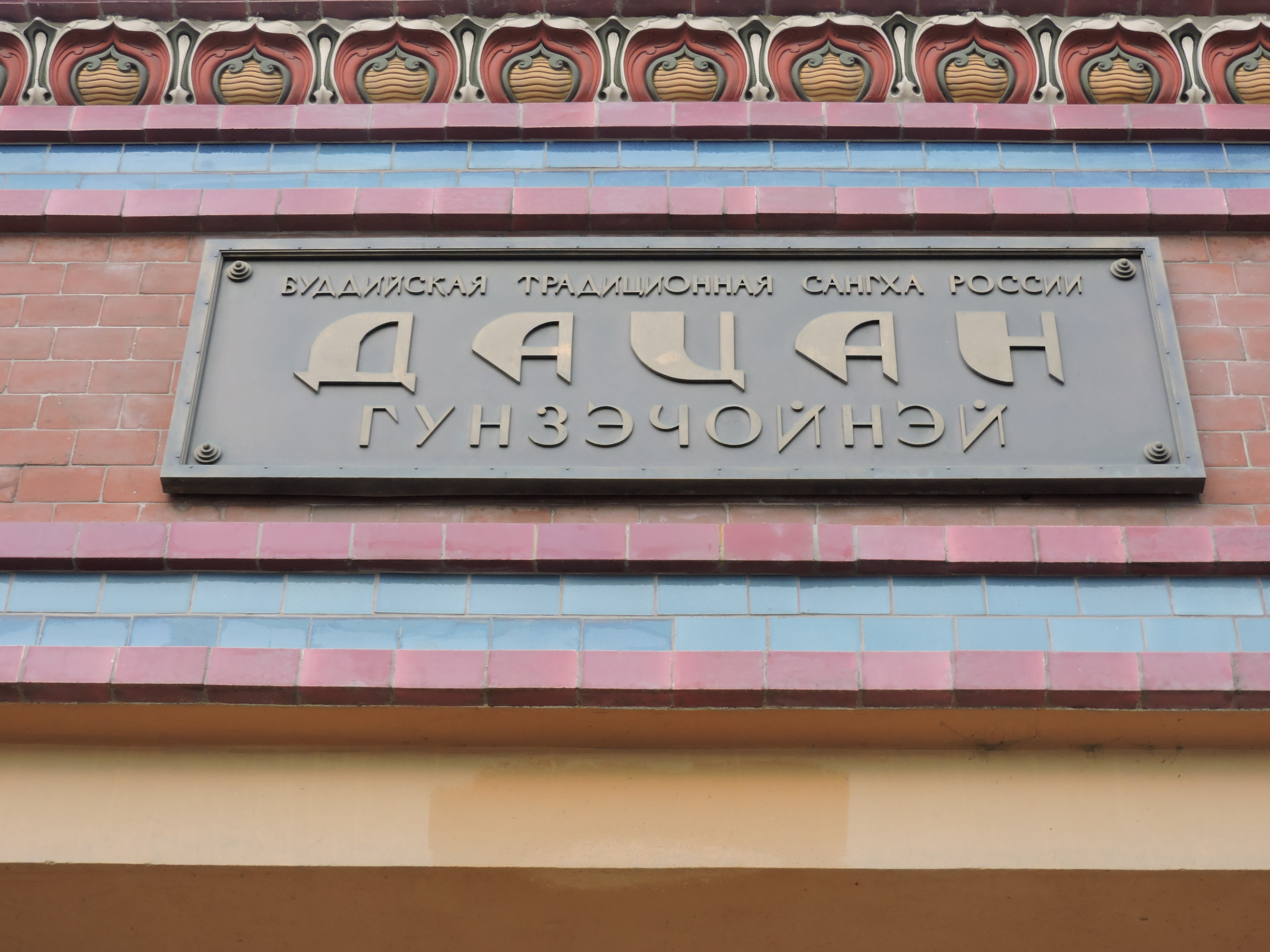
Надвратная табличка

Регистрация буддийской общины и возобновление службы в храме способствовали дальнейшему распространению буддизма в Санкт-Петербурге. Однако надо отметить, что в ранний период (90-е годы) отношения с иерархией гелуг в Индии не были восстановлены, монашеская община (гелонги) не была сформирована. Первое руководство Дацана занимало во многом традиционную для буддизма в СССР негативную позицию по отношению к местным буддистам-европейцам, иностранным буддологам, а так же и к тибетским ламам, вплоть до ограничения посещения ими Дацана. Реакцией на это было недовольство самых широких слоев общественности, в дальнейшем такая противоречивая политика послужила поводом для фактически силового захвата Дацана в 1998 г. небольшой оккультной группой, состоящей в основном из жителей Калининграда, и удерживание ими храма на протяжении нескольких лет, с проживанием в нем, проведением загадочных ритуалов, а также коммерческого использования здания и прилегающей территории. В результате долгих судебных разбирательств, обвинений обеих сторон в самых разных нарушениях, и т. п., храм был вновь возвращен буддистам, с многочисленными долгами и утратами.
К началу 2000 года в городе насчитывалось уже не менее десятка буддийских групп, представляющих различные, в том числе и не тибетские, традиции. Отношения между ними и руководством Дацана стали нормализовываться.
В дацан приезжают тибетские и западные учителя, читают лекции по буддийской философии, дают специальные учения и посвящения мирянам, проводят медитационные ретриты, которые, по вероучению буддистов, служат практикой для накопления благих заслуг и способом самопознания. К 2007 году в храме постоянно проживала группа из десяти лам, получивших религиозное образование в Иволгинском буддийском институте Даши Чойнхорлин. Монахи регулярно совершают молебны за благополучие живых и за лучшее перерождение усопших. Кроме того, в общине ведут приём астрологи и врачи-тибетологи (эмчи-ламы) — специалисты в области традиционной тибетской медицины, также в храме проводятся экскурсии и читаются лекции по философии и истории Буддизма.